# 科学的方法
科学的方法（かがくてきほうほう、英: scientific method)とは、少なくとも17世紀から科学を行う際に参照されてきた、知識を獲得するための経験的な方法である。歴史的には、古代から中世の世界を通じて数世紀にわたって発展してきた。科学的方法は、認知仮定が観察の解釈を歪める可能性があるため、厳密な懐疑主義と結びついた注意深い観察を伴う。科学的探究には、帰納的推論による検証可能な仮説の作成、実験と統計的分析による検証、そして結果に基づく仮説の調整または破棄が含まれる。
手順は分野によって異なるが、基礎となる過程は多くの場合類似している。より詳しく言えば、科学的方法には推測（仮説的説明）の作成、仮説の論理的帰結の予測、そしてそれらの予測に基づく実験または経験的観察の実施が含まれる。仮説は、問いへの答えを求める過程で得られた知識に基づく推測である。仮説は非常に具体的な場合もあれば広範な場合もあるが、反証可能でなければならない。これは、仮説から導き出された予測と矛盾する実験や観察の可能な結果を特定できることを意味する。そうでなければ、仮説は有意義に検証することができない。
科学的方法はしばしば固定された一連の段階として提示されるが、実際には一般的な原則の集合を表している。すべての段階がすべての科学的探究で行われるわけではなく（また同じ程度でもなく）、必ずしも同じ順序で行われるわけでもない。例えば、数多くの発見は科学的方法の教科書モデルに従わず、偶然が役割を果たしてきた。

## 歴史
科学的方法の歴史は、科学自体の歴史ではなく、科学的探究の方法論における変化を考察する。科学的推論のための規則の発展は直線的ではなかった。科学的方法は科学の歴史を通じて激しく繰り返し議論の対象となり、著名な自然哲学者や科学者たちは科学的知識を確立するための様々なアプローチの優位性を主張してきた。
経験論と科学的方法の異なる初期の表現は、例えば古代のストア派、アリストテレス、エピクロス、アルハゼン、アヴィケンナ、アル・ビールーニー、ロジャー・ベーコン、そしてオッカムのウィリアムなどの歴史を通じて見られる。
科学革命の16世紀から17世紀において、最も重要な発展の一つはフランシス・ベーコンとロバート・フックによる経験論の発展、ルネ・デカルトによって記述された理性主義的アプローチ、そして特にアイザック・ニュートンとその後継者たちによって際立った重要性を与えられた帰納主義であった。実験はフランシス・ベーコンによって提唱され、ジャンバッティスタ・デッラ・ポルタ、ヨハネス・ケプラー、そしてガリレオ・ガリレイによって実施された。懐疑論者のフランシスコ・サンチェス、観念論者および経験論者のジョン・ロック、ジョージ・バークリー、デイヴィッド・ヒュームによる理論的著作によって特別な発展が助けられた。C・S・パースは20世紀に仮説演繹モデルを定式化し、そのモデルはそれ以来重要な改訂を経てきた。
「科学的方法」という用語は19世紀に登場し、これは科学の重要な制度的発展の結果であり、「科学者」や「疑似科学」といった科学と非科学の間の明確な境界を確立する用語が現れたことによる。1830年代から1850年代にかけて、ベーコン主義が人気を博していた時期に、ウィリアム・ヒューウェル、ジョン・ハーシェル、ジョン・スチュアート・ミルのような博物学者たちは「帰納」と「事実」についての議論に従事し、どのように知識を生成するかに焦点を当てていた。19世紀後半から20世紀初頭にかけて、強力な科学理論が観察可能な領域を超えて拡張されたため、実在論対反実在論の議論が行われた。

### 現代の使用と批判的思考
「科学的方法」という用語は20世紀に一般的な使用となった。デューイの1910年の著書『我々はどのように考えるか（1910）』は一般的なガイドラインに影響を与え、辞書や科学の教科書に登場したが、その意味についてはほとんど合意がなかった。20世紀半ばには発展がみられたものの、1960年代から1970年代にかけて、トーマス・クーンやポール・ファイヤアーベントといった影響力のある科学哲学者たちが「科学的方法」の普遍性に疑問を投げかけ、それによって科学を同質で普遍的な方法とする考えを、多様で局所的な実践であるという考えに大きく置き換えた。特に、ポール・ファイヤアーベントは、1975年の著書『方法への挑戦』の初版で、科学の普遍的な規則が存在することに反論した。カール・ポパーとガウチは、ファイヤアーベントの主張に同意しない。
後の立場として、物理学者リー・スモーリンの2013年のエッセイ「科学的方法は存在しない」があり、その中で彼は2つの倫理的原則を支持している。また、科学史家のダニエル・サースは2015年の著書『ニュートンのリンゴと科学についての他の神話』の章で、科学的方法は神話であるか、せいぜい理想化に過ぎないと結論付けた。神話は信念であるため、タレブが指摘するように物語の誤謬の対象となる。哲学者のロバート・ノーラとハワード・サンキーは、2007年の著書『科学的方法の理論』で、科学的方法をめぐる議論は続いており、ファイヤアーベントは『方法への挑戦』というタイトルにもかかわらず、方法の特定の規則を受け入れ、メタ方法論でそれらの規則を正当化しようとしたと主張した。
スタッドン（2017）は、アルゴリズム的な科学的方法がない場合に規則に従おうとすることは誤りであると主張し、その場合「科学は例を通じて最もよく理解される」とする。しかし、「実験による既存理論の反証」のようなアルゴリズム的方法は、アルハゼン（1027年）とその光学の書、そしてガリレオ（1638年）とその『新科学対話』および『天秤座』以来使用されており、これらは今でも科学的方法として存立している。

## 探究の要素

### 概要

科学的方法はしばしば進行中のプロセスとして表現される。この図は一つの変形を表しており、他にも多くの変形がある。

科学的方法は、科学が実施される過程である。他の探究分野と同様に、科学（科学的方法を通じて）は以前の知識の上に構築され、時間をかけて研究対象の理解を統一することができる。このモデルは科学革命の基礎にあるものとして見ることができる。
全体的な過程には、推測（仮説）の作成、その論理的帰結の予測、そして元の推測が正しかったかどうかを判断するためにそれらの予測に基づく実験の実施が含まれる。しかし、方法を定式化して表現することには困難がある。科学的方法はしばしば固定された一連の段階として提示されるが、これらの行動はより正確には一般的な原則である。すべての段階がすべての科学的探究で行われるわけではなく（また同じ程度でもなく）、必ずしも同じ順序で行われるわけでもない。

#### 科学的探究の要素
科学的探究に使用される基本的な方法を概説する方法は複数ある。科学コミュニティと科学哲学者は、一般的に方法の構成要素について以下の分類に同意している。これらの方法論的要素と手順の組織は、社会科学よりも実験科学に特徴的である。それにもかかわらず、仮説の定式化、結果の検証と分析、新しい仮説の定式化のサイクルは、以下に記述されるサイクルに類似する。科学的方法は、情報が継続的に修正される反復的、循環的プロセスである。一般的に、以下の要素を様々な組み合わせや寄与によって知識の進歩を発展させると認識されている：
- 特性の解明（探究対象の観察、定義、測定）
- 仮説（観察と測定の理論的、仮説的説明）
- 予測（仮説または理論からの帰納的および演繹的推論）
- 実験（上記のすべての検証）

科学的方法の各要素は、起こりうる誤りに対して査読の対象となる。これらの活動は科学者が行うすべてを記述するものではないが、主に実験科学（例えば、物理学、化学、生物学、心理学）に適用される。上記の要素は教育システムにおいて「科学的方法」として教えられることが多い。
科学的方法は単一のレシピではない。それは知性、想像力、創造性を必要とする。この意味で、それは盲目的に従うべき基準と手順の集合ではなく、むしろより有用で、正確で、包括的なモデルと方法を絶えず発展させている進行中のサイクルである。例えば、アインシュタインが特殊相対性理論と一般相対性理論を発展させた時、彼はニュートンの『プリンキピア』を決して反駁したり軽視したりしなかった。逆に、天文学的に巨大なもの、羽毛のように軽いもの、そして極めて高速なもの、つまりニュートンが観察できなかったすべての現象をアインシュタインの理論から取り除くと、残るのはニュートンの方程式である。アインシュタインの理論はニュートンの理論の拡張と改良であり、そのためニュートンの研究への信頼を高めるものである。
上記の4点の反復的で実用的な枠組みは、時として以下のようなガイドラインとして提示される：
1. 問いを定義する
2. 情報とリソースを収集する（観察する）
3. 説明的仮説を形成する
4. 再現可能な方法で実験を実施しデータを収集することにより仮説を検証する
5. データを分析する
6. データを解釈し、新しい仮説の出発点となる結論を導き出す
7. 結果を公表する
8. 再検証する（多くの場合、他の科学者によって行われる）

このステップバイステップの方法に内在する反復的サイクルは、ポイント3から6に進み、再び3に戻る。
このスキーマは典型的な仮説/検証方法を概説しているが、ポール・ファイヤアーベントを含む多くの科学の哲学者、歴史家、社会学者は、そのような科学的方法の記述は科学が実際に実践される方法とほとんど関係がないと主張する。

### 特性の解明
科学的方法の基本要素は、DNAの構造の発見（1944年から1953年にかけて起こった）からの以下の例によって説明される（でマークされ、インデントされている）。
 1950年には、グレゴール・メンデルの研究から始まった遺伝的継承が数学的記述を持ち、DNAが遺伝情報を含んでいる（オズワルド・エイヴリーの「形質転換原理」）ことが知られていた。しかし、DNAにおける遺伝情報（すなわち遺伝子）の保存メカニズムは不明であった。ブラッグのケンブリッジ大学の研究室の研究者たちは、塩の結晶から始めて、より複雑な物質へと進みながら、様々な分子のX線回折写真を撮影した。数十年にわたって慎重に集められた手がかりを使用し、その化学組成から始めて、DNAの物理的構造を特徴付けることが可能であるはずで、X線画像がその手段となるだろうと判断された
科学的方法は、調査対象の次第に洗練された特性の解明に依存する（その対象は未解決問題または「未知のもの」とも呼ばれる）。例えば、ベンジャミン・フランクリンはセントエルモの火が自然において電気的性質を持つと正しく推測したが、これを確立するには長い一連の実験と理論的変更が必要であった。対象の関連する特性を探求する一方で、慎重な思考にはいくつかの定義と観察が伴うこともある。これらの観察は、しばしば慎重な測定や計数を必要とし、広範な実証研究の形をとることがある。
科学的問いは、「なぜ空は青いのか？」のような特定の観察の説明を指すことができるが、「この特定の病気を治療する薬をどのように設計できるか？」のように開かれたものでもありうる。この段階では、しばしば以前の実験からの証拠、個人的な科学的観察や主張、他の科学者の研究を見つけ評価することが含まれる。答えが既に知られている場合は、その証拠に基づいて異なる問いを立てることができる。科学的方法を研究に適用する際、良い問いを決定することは非常に困難である可能性があり、それは調査の結果に影響を与える。
体系的で慎重な関連量の測定または計数の収集は、錬金術のような疑似科学と、化学や生物学のような科学との間の重要な違いとなることが多い。科学的測定は通常、表にまとめられ、グラフ化され、または地図化され、相関や回帰などの統計的操作が行われる。測定は実験室のような管理された環境で行われるか、星や人口のような多かれ少なかれアクセスが困難または操作が不可能な対象について行われる。測定はしばしば温度計、分光器、粒子加速器、電圧計のような専門的な科学機器を必要とし、科学分野の進歩は通常それらの発明と改良と密接に結びついている。
私は、たった1、2回の観察で何かを断言することに慣れていない。—アンドレアス・ヴェサリウス (1546)

#### 定義
科学的な用語の定義は、時として自然言語での使用法とは大きく異なる。例えば、質量と重さは一般的な言説では意味が重なり合うが、力学では異なる意味を持つ。科学的量は多くの場合、その測定単位によって特徴付けられ、それらは研究を伝達する際に従来の物理単位で記述することができる。
新しい理論は、特定の用語が以前に十分に明確に定義されていなかったことに気付いた後に開発されることがある。例えば、アルベルト・アインシュタインの相対性理論に関する最初の論文は、同時性と長さを決定する手段を定義することから始まる。これらの考えはアイザック・ニュートンによって「私は時間、空間、場所、運動を定義しない。なぜならそれらはすべての人によく知られているからである」として省略された。アインシュタインの論文は、それら（すなわち、運動から独立した絶対時間と長さ）が近似であることを示している。フランシス・クリックは、対象を特徴付ける際に、十分に理解されていないものを定義することは時期尚早である可能性があると注意を促している。クリックの意識の研究では、例えば自由意志を研究するよりも、視覚系におけるアウェアネスを研究する方が容易であることがわかった。彼の注意深い例は遺伝子であった。遺伝子は、ワトソンとクリックによるDNAの構造の画期的な発見以前には、はるかに理解が不十分であった。彼ら以前に遺伝子の定義に多くの時間を費やすことは非生産的であっただろう。

### 仮説の発展
ライナス・ポーリングはDNAが三重らせんである可能性を提案した。この仮説はフランシス・クリックとジェームズ・D・ワトソンによっても検討されたが、破棄された。ワトソンとクリックがポーリングの仮説を知ったとき、彼らは既存のデータからポーリングが間違っていることを理解した。そしてポーリングはすぐにその構造に関する困難を認めることになるだろう
仮説は、現象の説明の提案、あるいは一連の現象間の可能な相関を示唆する理由付けられた提案である。通常、仮説は数理モデルの形式を取る。時として、しかし必ずしもそうではないが、研究されている現象の特定の事例が何らかの特性を持つことを述べる存在文として、また現象のすべての事例が特定の特性を持つことを述べる全称文の形式を持つ因果的説明として定式化することもできる。
科学者は、研究中の現象に対する可能な説明を想像するために、自身の創造性、他分野からのアイデア、帰納的推論、ベイズ推論など、利用可能なあらゆる資源を自由に使用することができる。アルベルト・アインシュタインは「現象とその理論的原理の間には論理的な橋はない」と一度観察した。チャールズ・サンダース・パースは、アリストテレス（分析論前書、2.25）からページを借りて、「疑いの刺激」によって引き起こされる探究の初期段階を、もっともらしい推測を試みるアブダクションとして記述した:II, p.290。科学の歴史は、科学者たちが「ひらめき」やある種の直感を主張し、それが彼らのアイデアを支持または反証する証拠を探すよう動機付けた話で満ちている。マイケル・ポランニーはそのような創造性を方法論の議論の中心に据えた。
ウィリアム・グレンは以下のように観察している。
仮説の成功や科学への貢献は、単にそれが「真実」であると認識されることや、先行する考えを置き換えたり、包摂したり、縮小したりする力にあるのではなく、おそらくそれ以上に、......曖昧な仮定や領域を照らし出す研究を刺激する能力にある。—ウィリアム・グレン、The Mass-Extinction Debates
一般に、科学者は「エレガント」または「美しい」理論を探す傾向がある。科学者はしばしばこれらの用語を、既知の事実に従いながらも比較的単純で扱いやすい理論を指すために使用する。オッカムの剃刀は、等しく説明力のある仮説群の中から最も望ましいものを選ぶための経験則として機能する。
単一の仮説を検討することから生じる確証バイアスを最小限に抑えるために、強力な推論は複数の代替仮説を検討する必要性を強調し、人工物を避ける。

### 仮説からの予測
ジェームズ・D・ワトソン、フランシス・クリック、その他の研究者たちは、DNAがらせん構造を持つと仮説を立てた。これはDNAのX線回折パターンが「X字型」になることを意味していた。この予測はコクラン、クリック、ヴァンド（そしてストークスによって独立に）の研究から導かれた。コクラン-クリック-ヴァンド-ストークスの定理は、らせん構造からの回折がX字型のパターンを生成するという経験的観察に対して数学的説明を提供した。

彼らの最初の論文で、ワトソンとクリックは、彼らが提案した二重らせん構造がDNA複製のための単純なメカニズムを提供することも指摘し、「我々が仮定した特異的な塩基対形成が、遺伝物質の可能な複製機構を直ちに示唆することは我々の注意を逃れなかった」と書いている
有用な仮説はすべて、演繹的推論を含む推論によって予測を可能にする。それは実験室での実験の結果や自然界での現象の観察を予測するかもしれない。予測は統計的なものであり、確率のみを扱うこともある。
このような予測の結果が現在未知であることが不可欠である。このような場合にのみ、成功した結果は仮説が真である確率を高める。結果が既に知られている場合、それは帰結と呼ばれ、仮説を定式化する際に既に考慮されているべきであった。
予測が観察や経験によってアクセス可能でない場合、仮説はまだ検証可能ではなく、厳密な意味で非科学的なままである。新しい技術や理論が必要な実験を実現可能にするかもしれない。例えば、他の知的生命体の存在に関する仮説は科学的に基づいた推測で説得力があるかもしれないが、この仮説を検証できる既知の実験は存在しない。したがって、科学自体はその可能性について僅かなことしか言えない。将来、新しい技術が実験的検証を可能にし、その推測が受け入れられた科学の一部となるかもしれない。
例えば、アインシュタインの一般相対性理論は、光が重力場で曲がること、そしてその曲がりの量が重力場の強さに正確な方法で依存することなど、時空の観察可能な構造について具体的な予測をいくつか行っている。アーサー・エディントンの1919年の日食時の観測は、ニュートンの重力理論よりも一般相対性理論を支持した。

### 実験
ワトソンとクリックは、DNAの構造に関する最初の（そして誤った）提案をキングス・カレッジ・ロンドンのチーム — ロザリンド・フランクリン、モーリス・ウィルキンス、レイモンド・ゴスリングに見せた。フランクリンは直ちに水分含有量に関する欠陥を指摘した。後にワトソンは、フランクリンの写真51、詳細なX線回折像を見た。それはX字型を示し、構造がらせん状であることを確認することができた
予測が行われると、それらは実験によって検証できる。もし検証結果が予測と矛盾する場合、それらを含意した仮説は疑問視され、信頼性が低くなる。時として、実験は決定的実験と比較して正しく実施されていないか、あまりよく設計されていない場合がある。実験結果が予測を確認する場合、仮説はより正しい可能性が高いと考えられるが、それでも間違っている可能性があり、さらなる検証の対象となり続ける。実験的対照は観察誤差に対処するための技術である。この技術は、異なる条件下での複数のサンプル、観察、または集団の間の対照を使用して、何が変化し、何が同じままであるかを見る。我々は測定の行為に対する条件を変化させ、何が変化したかを分離するのを助ける。ミルの規準は、重要な要因が何であるかを理解するのに役立つ。因子分析は効果における重要な要因を発見するための一つの技術である。
予測に応じて、実験は異なる形態を取ることができる。それは実験室での古典的な実験、二重盲検研究、または考古学的な発掘かもしれない。ニューヨークからパリへの飛行機での移動でさえ、飛行機の建造に使用された空気力学の仮説を検証する実験である。
これらの機関は、研究機能を費用便益に還元し、それは金銭として、また費やされる研究者の時間と注意として表現され、その代わりに構成員への報告がなされる。CERNの大型ハドロン衝突型加速器（LHC）やLIGO、国立点火施設（NIF）、国際宇宙ステーション（ISS）、ジェイムズ・ウェッブ宇宙望遠鏡（JWST）のような現代の大型装置は、数十億ドルの予想コストと数十年にわたる時間枠を伴う。これらの種類の機関は、国家的あるいは国際的な基礎の上で公共政策に影響を与え、研究者はそのような機械とその付随的なインフラへの共有アクセスを必要とする。
科学者は、実験を行う者の側の開放性と説明責任の態度を前提とする。詳細な記録の保持は、実験結果の記録と報告を助け、手順の有効性と完全性を支援するために不可欠である。また、それは実験結果の再現を助け、おそらく他の人々によって行われる。この approach の痕跡はヒッパルコス（紀元前190-120年）の研究に見ることができ、彼は地球の歳差の値を決定する際に、また対照実験はアル・バッターニー（853-929年）とアルハゼン（965-1039年）の研究に見ることができる。

### コミュニケーションと反復
ワトソンとクリックは、この情報と、特にシャルガフの塩基対形成規則を含むDNAの組成に関する以前から知られていた情報を用いて、彼らのモデルを作製した。かなりの無駄な実験、上司からの継続を思いとどまるよう勧告、そして数多くの誤った出発の後、ワトソンとクリックはそれを構成するヌクレオチドの物理的形状の具体的なモデル化によりDNAの本質的な構造を推論することができた。彼らはライナス・ポーリングによって推定された結合長とロザリンド・フランクリンのX線回折像によって導かれた
科学的方法は反復的である。いかなる段階でも、その正確性と精密性を改良することが可能であり、したがってある考察によって科学者は過程の以前の部分を繰り返すことになる。興味深い仮説の展開の失敗は、科学者に考察中の対象を再定義させることがある。興味深く検証可能な予測を生み出すことの仮説の失敗は、仮説または対象の定義の再考察につながることがある。興味深い結果を生み出すことの実験の失敗は、科学者に実験方法、仮説、または対象の定義を再考察させることがある。
この反復の様式は数十年、時として数世紀にわたることがある。出版された論文は積み重ねることができる。例えば：1027年までに、アルハゼンは光の屈折の測定に基づいて、宇宙空間は大気よりも密度が低い、すなわち「天体の物質は大気の物質よりも希薄である」と演繹することができた。1079年にイブン・ムアーズの『薄明に関する論文』は、太陽光線の大気屈折に基づいて、地球の大気が50マイルの厚さを持つことを推論することができた。
これが科学的方法が円環的なものとして表現される理由である - 新しい情報は新しい特性の解明につながり、科学のサイクルは継続する。収集された測定はアーカイブ化され、引き継がれ、他者によって使用される。他の科学者は自身の研究を開始し、任意の段階でプロセスに参加することができる。彼らは特性の解明を採用し独自の仮説を定式化するかもしれないし、仮説を採用し独自の予測を演繹するかもしれない。しばしば実験は予測を行った人物によって行われず、特性の解明は他者によって行われた実験に基づいている。実験の公表された結果は、それ自体の再現可能性を予測する仮説としても機能する。

### 確認
科学は社会的事業であり、科学的研究は確認されたときに科学コミュニティによって受け入れられる傾向がある。決定的に重要なことは、実験的および理論的結果が科学コミュニティ内の他者によって再現されなければならないということである。研究者たちはこのビジョンのために命を捧げてきた。ゲオルク・ヴィルヘルム・リヒマンは、ベンジャミン・フランクリンの1752年の凧の実験を再現しようとした際に球電によって死亡した（1753年）。
実験が同じ結果を生むように再現できない場合、これは元の結果が誤りであった可能性を示唆する。その結果、特に制御されていない変数や他の実験誤差の兆候がある場合、単一の実験を複数回実施することが一般的である。重要または驚くべき結果については、特にそれらの結果が自身の研究にとって重要である場合、他の科学者も結果を自ら再現しようと試みることがある。再現は、治療が個人の集団に施される社会科学や生物医学において議論の的となっている。通常、「実験群」が薬物などの治療を受け、「対照群」がプラセボを受ける。ジョン・ヨアニディスは2005年に、使用されている方法が再現できない多くの発見につながっていることを指摘した。
査読のプロセスには、通常匿名で意見を述べる専門家による実験の評価が含まれる。特に分野が高度に専門化している場合、一部のジャーナルは実験者に可能な査読者のリストを提供するよう要求する。査読は結果の正しさを保証するものではなく、査読者の意見として、実験自体が（実験者によって提供された説明に基づいて）健全であったことのみを保証する。査読を通過すれば、時には査読者によって要求された新しい実験が必要かもしれないが、査読付きの科学雑誌に掲載される。結果を掲載する特定のジャーナルは、研究の認識された質を示す。
科学者は通常、ルドヴィック・フレック（1896-1961）らによって推進されたデータの記録に注意を払う。通常は要求されないが、元の結果（または元の結果の一部）を再現したい他の科学者に、このデータを提供するよう要求されることがあり、入手が困難かもしれない実験サンプルの共有にまで及ぶ。悪質な科学や不正なデータから保護するため、国立科学財団のような政府の研究助成機関や、『ネイチャー』や『サイエンス』といった科学雑誌は、他の研究者がデータと方法を検証し、これまでの研究の上に構築できるよう、研究者がデータと方法をアーカイブしなければならないという方針を持っている。科学データのアーカイブ化は、米国の複数の国立アーカイブまたは世界データセンターで行うことができる。

## 基本原則

### 誠実性・開放性・反証可能性
科学の束縛されない原則は、正確性を追求し、誠実性の信条を持つことである。開放性は既に程度の問題である。開放性は懐疑主義の一般的な厳密さによって制限される。そしてもちろん非科学の問題もある。
スモーリンは2013年に、探究の規則の潜在的に限定的な定義を与えるのではなく、倫理的原則を支持した。彼の考えは、誠実性とそれに伴う再現可能性の重要性が増した、データ駆動型およびビッグサイエンスの規模の文脈に位置する。彼の考えは、科学は認定を受けコミュニティ内で働く人々による共同の努力であるということである。彼はまた、過度の簡潔性に対して警告している。
ポパーは以前、倫理的原則をさらに推し進め、理論が反証可能である場合にのみ価値を帰属させるところまで行った。ポパーは反証可能性の基準を使用して、科学理論を占星術のような理論から区別した：両者は観察を「説明」するが、科学理論は正しいか間違っているかを決定する予測を行うリスクを取る。
反論の危険に自分の考えをさらしたくない人たちは、科学というゲームに参加していない。—カール・ポパー、The Logic of Scientific Discovery (2002 [1935])

### 理論と観察の相互作用
科学には限界がある。それらの限界は通常、信仰のような科学の領域にない質問への答えとみなされる。科学は現実について真実の陳述を行おうとするため、他の限界もある。真理の本質と科学的陳述が現実とどのように関係するかについての議論は、ここでは科学哲学の記事に委ねるのが最善である。より直接的に関連する限界は、現実の観察において自らを示す。

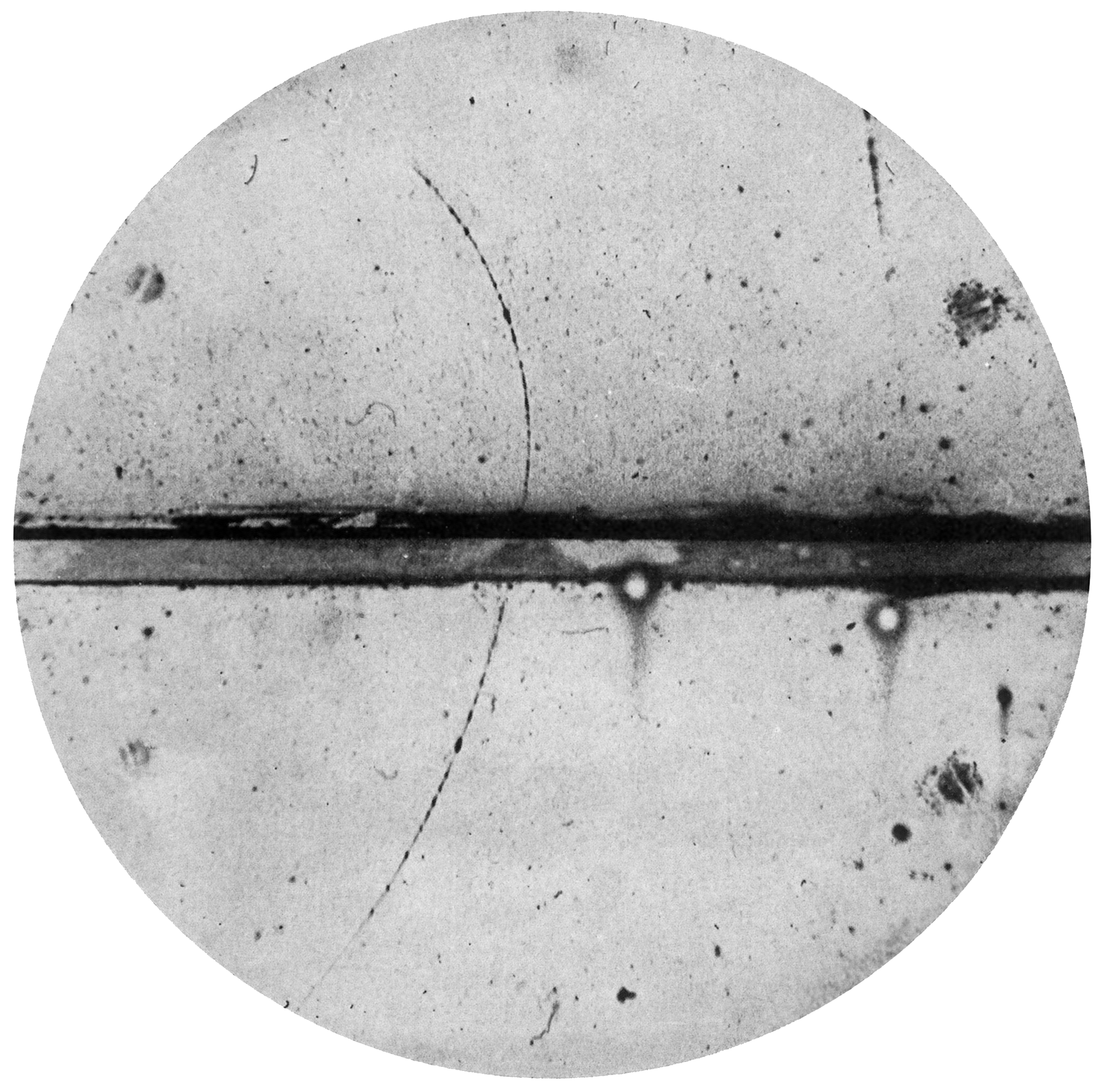
この霧箱写真は、1932年8月2日の陽電子の最初の観察的証拠である。これは先行する理論を通してのみ解釈可能である

経験的データを解釈するには理論が必要であり、したがって観察は観察者の概念的枠組みの影響を受けるため、純粋な観察は存在しないというのが科学的探究の自然な限界である。科学は未完のプロジェクトであるため、これは困難につながる。すなわち、限られた情報のために誤った結論が導かれる。
ここでの例として、ハンソンがこの概念を説明するために用いたケプラーとブラーエの実験がある。同じ日の出を観察したにもかかわらず、2人の科学者は異なる結論に至った—彼らの間主観性が異なる結論につながった。ヨハネス・ケプラーは、太陽を直接見るのではなく、ピンホール開口部を通して太陽の像を紙に投影するティコ・ブラーエの観察方法を用いた。彼は、ブラーエとは異なり、全日食の歴史的記録が存在することを知っていたため、太陽の全日食は不可能であるというブラーエの結論に同意しなかった。代わりに、開口部が大きいほど撮影される像がより正確になると演繹した—この事実は現在、光学系設計の基本となっている。ここでのもう一つの歴史的な例は、以前の観察者たちが自分たちが何を見ているのかを知らなかったため、数学によって発見されたとされる海王星の発見である。

### 経験論・合理主義・より実用的な見方
科学的努力は、自然界についての真理の追求として、あるいは同じことについての疑念の除去として特徴付けることができる。前者は経験的データと論理からの説明の直接的な構築であり、後者は潜在的な説明の削減である。経験的データの解釈が理論に依存していることは上で確立されたので、どちらのアプローチも些細なものではない。
科学的方法における遍在的な要素は経験論であり、これは知識が観察を含むプロセスによって創造されるという立場を取る。科学理論は観察を一般化する。これは、知識が人間の知性によって創造されるという合理主義の厳格な形式に対立するものであり、後にポパーによって先行理論の上に構築されるものとして明確化された。科学的方法は、理性だけでは特定の科学的問題を解決できないという立場を具現化する。それは、啓示、政治的または宗教的教義、伝統への訴え、一般的に持たれている信念、常識、または現在保持されている理論が真理を実証する唯一の可能な手段であるという主張を明確に否定する。
1877年、C・S・パースは、探究一般を真理それ自体の追求としてではなく、驚き、不一致などから生まれるいらだたしい抑制的な疑いから、行動の準備ができている確固たる信念に到達するための闘争として特徴付けた。彼のプラグマティックな見方は、科学的探究をより広いスペクトルの一部として枠付け、探究一般と同様に、実際の疑いによって促進されるものとした。彼は、単なる言葉の上の、あるいは「誇張された疑い」は実りがないと考えた。パースがここで反論する「誇張された疑い」は、もちろんルネ・デカルトに関連するデカルト的懐疑の別名に過ぎない。それは疑うことができないものを特定することによって確実な知識に至る方法論的な道筋である。
科学的方法の強力な定式化は、経験的データが経験の形式や他の抽象的な知識の形式で提示される経験論の形式と常に一致するわけではない。現在の科学的実践では、科学的モデリングの使用と抽象的な類型学や理論への依存が通常受け入れられているためである。2010年、ホーキングは、物理学のモデルが有用な予測を行うことが証明された場合には、単純に受け入れられるべきだと提案した。彼はこの概念をモデル依存実在論と呼ぶ。

## 合理性
合理性は、哲学的議論の領域だけでなく、科学や実践的な意思決定の領域においても、健全な推論の本質を具現化する。伝統的な観点によれば、合理性は二重の目的を持つ：論理的原則に沿うように信念を統制し、一貫性があり有益な結果に向けて行動を導く。この理解は、世界についての理解を形成し、選択と行動を知らせる上での理性の枢要な役割を強調する。以下のセクションでは、まず信念とバイアスを探求し、次に科学に最も関連する合理的推論に進む。

### 信念とバイアス
科学的方法論は、しばしば仮説が可能な限り制御された条件下で検証されることを指示する。これは生物科学のような特定の分野では頻繁に可能であり、天文学のような他の分野ではより困難である。
実験的制御と再現性の実践は、状況の潜在的に有害な影響を軽減し、ある程度まで個人的なバイアスを軽減する効果を持つことがある。例えば、既存の信念は確証バイアスのように結果の解釈を変えることがある。これは、ある特定の信念を持つ人が、他の観察者は同意しないかもしれないにもかかわらず、物事を自分の信念を強化するものとして見るように導くヒューリスティックである（言い換えれば、人々は自分が期待するものを観察する傾向がある）。
思考の作用は疑念の刺激によって興奮し、信念が達成されると停止する。—C.S.パース、How to Make Our Ideas Clear (1877)
歴史的な例として、ギャロップする馬の脚は、馬の脚がどれも地面に触れていない時点で開いているという信念があり、その支持者たちの絵画にこのイメージが含まれるほどであった。しかし、エドワード・マイブリッジによる馬のギャロップの最初のストップアクション写真は、これが誤りであり、脚は代わりに集まっていることを示した。
重要な役割を果たす別の人間のバイアスは、新しい、驚くべき陳述への選好（新規性への訴えを参照）であり、これは新しいものが真実であるという証拠の探求につながる可能性がある。十分に立証されていない信念は、より厳密でないヒューリスティックを通じて信じられ、行動に移される可能性がある。
ゴルドハーバーとニエトは2010年に、「多くの近接する主題が理論的概念によって結びつけられて記述される」理論的構造の場合、その理論的構造は、覆すことが次第に困難になる（しかし決して不可能ではない）堅牢性を獲得するという観察を発表した。物語が構築されると、その要素は信じやすくなる。
Fleck (1979), p. 27は「言葉とアイデアは元々、それらと一致する経験の音声的および精神的な等価物である...このような原初的アイデアは、最初は常に広すぎて十分に特殊化されていない...多くの詳細と関係からなる構造的に完全で閉じた意見体系が形成されると、それに矛盾するものに対して永続的な抵抗を示す」と述べている。時として、これらの関係はアプリオリにその要素が仮定されているか、最終的にそれらを生み出したプロセスに何らかの論理的あるいは方法論的欠陥を含んでいる。ドナルド・M・マッケイはこれらの要素を測定の正確さの限界の観点から分析し、それらを測定のカテゴリーにおける道具的要素に関連付けた。

### 演繹的推論と帰納的推論
真理に対する2つの対立する正当化が存在するという考えは、科学的方法の歴史を通じて、分析対総合、非拡張的/拡張的、あるいは確認と検証としても現れてきた（そして他の種類の推論も存在する）。一つは観察されたものを使用して基本的な真理に向かって構築すること、もう一つはそれらの基本的な真理からより具体的な原則を導き出すことである。
演繹的推論は、以前に真であることが示されたものに基づいて知識を構築することである。それは事前に確立された事実の仮定を必要とし、仮定の真実性が与えられれば、有効な演繹は結論の真実性を保証する。帰納的推論は確立された真理からではなく、観察の集合から知識を構築する。認知的仮定が初期の知覚の解釈を歪める可能性があるため、観察された現象に対する厳格な懐疑主義を必要とする。
帰納的推論と演繹的推論がどのように機能するかの例は、重力理論の歴史に見ることができる。地球の運動を完全に記録するのに、カルデア、インド、ペルシャ、ギリシャ、アラビア、ヨーロッパの天文学者たちによる何千年もの測定が必要だった。ケプラー（と他の人々）は収集されたデータを帰納的に一般化して初期の理論を構築することができ、ニュートンは1727年に先行する理論と測定を彼の運動法則の帰結に統一することができた。

近点移動—水星の場合は誇張されているが、S2のいて座A*周りの近点移動の場合は観察されている

帰納的推論と演繹的推論

帰納的推論のもう一つの一般的な例は、現在の理論に対する反例の観察が新しいアイデアの必要性を誘導することである。ル・ヴェリエは1859年に、水星の近日点に関する問題を指摘し、ニュートンの理論が少なくとも不完全であることを示した。ニュートン理論と観察の間の水星の近点移動の観察された差異は、アインシュタインが彼の相対性理論の可能な初期の検証として考えたことの一つであった。彼の相対論的計算は、ニュートン理論よりもはるかに観察に近い一致を示した。今日の物理学の標準模型は、アインシュタインの理論を取り巻く概念の少なくとも一部をまだ知らないことを示唆しているが、この理論は今日まで保持され、演繹的に構築されている。
理論が真であると仮定され、その後それに基づいて構築されることは、演繹的推論の一般的な例である。アインシュタインの業績に基づく理論構築は、単に「この場合が一般/特殊相対性理論が適用される条件を満たすことを示したので、その結論も適用される」と述べることができる。「この場合」が条件を満たすことが適切に示されたならば、結論は従う。これの拡張は、未解決問題の解決の仮定である。この弱い種類の演繹的推論は、複数の科学者や研究チームが、より大きな理論を証明するために徐々に特定の事例を解決しているような現在の研究で使用される。これは、新しい証拠が出てくるにつれて仮説が何度も修正されるのを見ることがある。
帰納的推論と演繹的推論をこのように提示することは、科学がしばしば反復のサイクルとして提示される理由の一部を示している。そのサイクルの基礎が推論にあり、手順の遵守だけにあるのではないことを心に留めておくことが重要である。

### 確実性・確率・統計的推論
科学的真理の主張は3つの方法で反論できる：それらを反証すること、その確実性に疑問を投げかけること、または主張自体が一貫性を欠いていると主張すること。ここでの一貫性の欠如とは、対立するものを真であると述べるような論理の内部エラーを意味する。反証はポパーが推測と反駁の誠実な仕事と呼んだものである。おそらく確実性は、真実を非真実から区別することが最も容易に生じる場所である。
科学的研究における測定には通常、その不確実性の推定が伴う。不確実性は、多くの場合、望ましい量の反復測定を行うことによって推定される。不確実性は、使用される個々の基礎となる量の不確実性を考慮することによっても計算される可能性がある。特定の時点での国の人口のような事物の計数も、データ収集の制限により不確実性を持つ可能性がある。または、計数は望ましい量のサンプルを表すかもしれず、その不確実性は使用されたサンプリング方法と取られたサンプルの数に依存する。
測定の不精確さの場合、研究の結論に単に「確率的偏差」が表現されることになる。統計は異なる。帰納的統計的一般化はサンプルデータを取り、より一般的な結論を推定するが、これは正当化され、精査される必要がある。統計モデルは常に有用であるが、状況の完全な表現では決してないとさえ言える。
統計分析では、予期された偏りと予期せぬ偏りが大きな要因となる。研究の問い、データの収集、または結果の解釈は、すべて論理的に快適な環境よりも大きな精査の対象となる。統計モデルは検証のプロセスを経るが、これについては潜在的な偏りの認識が厳密な論理よりも重要であるとさえ言える。結局のところ、論理の誤りは査読でより見つけやすい。より一般的に、合理的知識、特に統計への主張は、適切な文脈に置かれなければならない。したがって、「10人中9人の医師が推奨する」といった単純な陳述は、その方法論を正当化しないため、質が不明である。
統計的方法論に対する馴染みの欠如は、誤った結論をもたらす可能性がある。簡単な例を省略すると、複数の確率が相互作用する場所は、例えば医療専門家が適切な理解の欠如を示している。ベイズの定理は、新しい情報が与えられたときに既存の確率がどのように調整されるかを示す数学的原理である。男の子か女の子のパラドックスは一般的な例である。知識表現において、確率変数間の相互情報量のベイズ推定は、精査下の情報の依存性、独立性、または相互依存性を測定する方法である。
フィールドリサーチの一般的に関連付けられた調査方法論を超えて、この概念は確率的推論とともに、研究対象が確定的な存在状態を持たない科学分野を進歩させるために使用される。例えば、統計力学においてである。

## 探究の方法

### 仮説演繹法
仮説演繹モデル、または仮説検証法、または「伝統的な」科学的方法は、その名が示す通り、仮説の形成とその演繹的推論による検証に基づいている。実験によって反証可能な含意（しばしば予測と呼ばれる）を述べる仮説がここでは中心的な重要性を持つ。なぜなら、仮説そのものではなく、その含意が検証されるからである。基本的に、科学者は（潜在的な）理論が持つ仮説的な帰結を見て、理論そのものではなくそれらを証明または反証する。それらの仮説的な帰結の実験的検証がそれらが偽であることを示すならば、それらを含意した理論の部分も偽であることが論理的に従う。しかし、それらが真であることを示しても、理論を決定的に証明するわけではない。
この探究方法の論理によって演繹的に推論することが可能になる。定式化された仮説は「真」であると仮定され、その「真」の陳述から含意が推論される。その後の検証が含意が偽であることを示すならば、仮説も偽であったことが従う。検証が含意が真であることを示すならば、新しい洞察が得られる。ここでの肯定的な検証は、演繹的推論（A ⇒ B）がそのような等価性を持たないため、せいぜい強く示唆するだけで検証された仮説を決定的に証明しないことを認識することが重要である。(¬B ⇒ ¬A)のみが有効な論理である。しかし、ヘンペルが述べたように、それらの肯定的な結果は「少なくともある程度の支持、ある程度の裏付けまたは確認を提供する」。これがポパーが提示された仮説が反証可能であることを主張した理由である。なぜなら、さもなければ成功した検証はほとんど何も意味しないからである。ギリースが述べたように、「成功した理論は反証を通じた除外を生き残った理論である」。
この探究モードにおける演繹的推論は、時としてアブダクション—論理的推論を通じて最も妥当な説明を探求すること—によって置き換えられる。例えば、一般法則が少ない生物学では、有効な演繹は堅固な前提に依存するためである。

### 帰納的方法
科学的真理を導出する帰納主義的アプローチは、最初にフランシス・ベーコンによって、そして特にアイザック・ニュートンと彼に従う人々によって重要性を増した。しかし、仮説演繹法の確立後、それはしばしば「探索的な」ものとして脇に置かれた。それはある程度は今でも有効だが、今日の帰納的方法は歴史的なアプローチとはかけ離れていることが多い—収集されるデータの規模が方法に新しい有効性を与えている。それはデータマイニングプロジェクトや大規模観察プロジェクトに最も関連付けられている。これらの両方の場合、提案された実験の結果が何になるかはまったく明確ではないことが多く、したがって知識は帰納的推論を通じてデータ収集後に生じる。
伝統的な探究方法が両方を行うのに対し、帰納的アプローチは通常、仮説ではなく研究の問いのみを定式化する。その代わりに最初の問いに従って、適切な「ハイスループット方法」のデータ収集が決定され、結果のデータが処理され「クリーンアップ」され、その後結論が導き出される。「この焦点の移行は、データ自体が新しい洞察を明らかにする最高の役割を果たすことを高める」。
帰納的方法が仮説を定式化する方法に対して持つ利点は、それが本質的に対象に関する「研究者の先入観」から自由であることである。一方で、帰納的推論は常に、すべての帰納的に推論された結論がそうであるように、確実性の尺度に付随する。しかし、この確実性の尺度はかなり高い程度に達することがある。例えば、暗号化ソフトウェアで使用される大きな素数の決定において。

### 数理モデリング
数理モデリング、または異地性推論は、通常、仮説の定式化に続いて、物理的な実験室実験を行う代わりに検証できる数学的構成物を構築することである。このアプローチには2つの主要な要因がある：単純化/抽象化と、第二に一連の対応規則である。対応規則は、構築されたモデルがどのように現実に関係するか—真理がどのように導出されるかを定め、与えられたシステムの抽象化で取られる単純化のステップは、関連性を持たない要因を減らし、それによって予期せぬ誤差を減らすためである。これらのステップはまた、システムの重要な要因、システムがより不変で安定するまで簡潔性をどこまで追求できるかを研究者が理解するのに役立つ。簡潔性と関連する原則については以下でさらに探求される。
数学へのこの翻訳が完了すると、対応するシステムの代わりに、純粋に数学的および計算的な手段を通じて結果のモデルを分析することができる。この分析の結果はもちろん純粋に数学的な性質のものであり、以前に決定された対応規則を通じて現実に存在するシステムに翻訳し直される—発見の解釈と評価に従った反復が行われる。そのようなモデルが推論される方法は多くの場合、数学的に演繹的であるが、必ずしもそうである必要はない。ここでの例はモンテカルロシミュレーションである。これらは「任意に」経験的データを生成し、普遍的な原理を明らかにすることはできないかもしれないが、それでも有用である可能性がある。

## 科学的探究
科学的探究は一般に、科学者が将来の実験の結果を予測するために使用できる検証可能な説明の形式で知識を得ることを目指す。これにより科学者は研究対象についてより良い理解を得ることができ、後にその理解を因果メカニズムに介入する（例えば、病気を治療する）ために使用することができる。説明が予測を行うことにおいてより優れているほど、それはしばしばより有用になり、その代替案よりも証拠の集合をより良く説明し続ける可能性が高くなる。最も成功した説明—広範な状況で説明し、正確な予測を行うもの—は、しばしば科学理論と呼ばれる。
ほとんどの実験結果は人間の理解に大きな変化をもたらさない。理論的な科学的理解の改善は、通常、時間をかけて、時には異なる科学の領域にまたがって、漸進的な発展のプロセスから生じる。科学的モデルは、実験的に検証された範囲とその期間、および科学コミュニティでの受容において様々である。一般に、説明は時間とともに、特定のトピックに関する証拠が蓄積され、問題の説明が証拠を説明する際に代替案よりも強力であることが証明されるにつれて受け入れられるようになる。多くの場合、後続の研究者が時間とともに説明を再定式化したり、説明を組み合わせて新しい説明を生み出したりする。

### 科学的探究の特性
科学的知識は経験的証拠と密接に結びついており、新しい実験的観察が発見されたものと両立しない場合、反証の対象となり続ける可能性がある。つまり、新しい問題のある証拠が発見される可能性があるため、いかなる理論も最終的とみなすことはできない。そのような証拠が見つかった場合、新しい理論が提案されるか、（より一般的には）以前の理論に修正を加えることで新しい証拠を説明するのに十分であることがわかる。理論の強さは、その中核的な原則に大きな変更を加えることなく、どれだけ長く存続してきたかに関係する。
理論は他の理論に包含されることもある。例えば、ニュートンの法則は、惑星に関する何千年もの科学的観察をほぼ完璧に説明した。しかし、これらの法則は後に、より一般的な理論（相対性理論）の特殊な場合であることが判明した。この理論は、ニュートンの法則の（以前は説明されていなかった）例外を説明し、重力による光の偏向のような他の観察を予測し説明した。このように、特定の場合には、独立した、関連のない科学的観察が、説明力を増す原則によって結びつけられ、統一される可能性がある。
新しい理論は先行するものよりも包括的である可能性があり、したがって以前のものよりも多くを説明できる可能性があるため、後継理論は先行理論よりも大きな観察の集合を説明することによって、より高い基準を満たすことができる可能性がある。例えば、進化の理論は、地球上の生命の多様性、種が環境にどのように適応するか、そして自然界で観察される他の多くのパターンを説明する。その最も最近の主要な修正は遺伝学との統一であり、現代の進化総合説を形成した。その後の修正において、それはまた生化学や分子生物学のような多くの他の分野の側面を包含してきた。

## ヒューリスティック

### 確認理論
歴史の過程で、ある理論が別の理論に取って代わり、いくつかはさらなる研究を示唆し、他のものは単に現象を説明することに満足しているように見えた。ある理論が別の理論に取って代わった理由は、必ずしも明白または単純ではない。科学哲学には次のような問いが含まれる：「良い」理論はどのような基準を満たすのか。この問いには長い歴史があり、多くの科学者や哲学者がこれを考察してきた。目的は、認知バイアスを導入することなく、ある理論を別の理論より好ましいものとして選択できるようにすることである。異なる思想家が異なる側面を強調するものの、良い理論は：
- 正確である（自明な要素）
- 内部的に、また他の関連する現在受け入れられている理論と一貫している
- 説明力がある、つまりその帰結は説明を要求されるデータを超えて拡張する
- 統一力がある。混乱し孤立した現象を組織化するという点で
- さらなる研究のために実り豊かである

このような理論を探す際に、科学者は経験的証拠による指針が欠如している場合、以下を遵守しようとする：
- 因果的説明における簡潔性
- 不変な観察の探求
- 科学者はまた、時として複数の異なることを示すことができる「形式的エレガンス」という非常に主観的な基準を列挙することもある

ここでの目標は、理論間の選択をより恣意的でないものにすることである。それにもかかわらず、これらの基準には主観的な要素が含まれており、決定的なものというよりもヒューリスティックとして考えるべきである。また、このような基準は必ずしも代替理論間の決定をするわけではない。バードの言葉を引用すると：
このような基準は科学的な選択を決定することはできない。 第一に、理論のどの特徴がこれらの基準を満たすかは議論の余地がある（例えば、「単純さ」は理論の存在論的約束や数学的形式に関係するのか）。 第二に、これらの基準は不正確であるため、その程度について意見が分かれる余地がある。 第三に、特にそれらが対立する場合、互いに対してどのように重み付けをすべきかについて意見の相違が生じる可能性がある。
また、現存する科学理論がこれらの基準をすべて満たしているかどうかも議論の余地がある。これらの基準は、まだ達成されていない目標を表している可能性がある。例えば、現時点では、すべての既存の観察に対する説明力を満たす単一の理論は存在しない。

#### 簡潔性
「良い」理論の要件は何世紀にもわたって議論されており、おそらくオッカムの剃刀よりも前に遡る。これは良い理論の属性としてしばしば取り上げられる。科学は単純であろうとする。収集されたデータが複数の説明を支持する場合、現象に対する最も単純な説明または理論の最も単純な形成が簡潔性の原則によって推奨される。科学者たちは、複雑な陳述の単純な証明を「美しい」と呼ぶほどである。
私たちは、自然現象の原因を、その外観を説明するのに十分であり、かつ真実である以上に認めてはならない。—アイザック・ニュートン、Philosophiæ Naturalis Principia Mathematica (1723 [3rd ed.])
簡潔性の概念は、科学的真理の追求における完全な倹約性を意味するべきではない。一般的なプロセスは、多数の潜在的な説明と一般的な無秩序が存在する反対の端から始まる。例としてポール・クルーグマンのプロセスを見ることができる。彼は「愚かであることを敢えて選ぶ」ことを明確にしている。彼は、国際貿易に関する新しい理論についての研究で、オープンな心構えで先行研究をレビューし、ありそうもない方向にさえ最初の視点を広げたと書いている。十分なアイデアの集まりを得た後、彼は単純化を試み、そうすることで何が機能し何が機能しないかを見出そうとした。クルーグマンに特有のことは「問いを疑問視する」ことであった。彼は先行研究が既存の証拠に誤ったモデルを適用していたことを認識し、「知的なコメントが無視されていた」とコメントした。このように、他の思考の流派に対する一般的なバイアスを橋渡しする必要性に触れている。

#### エレガンス
オッカムの剃刀は「単純なエレガンス」の見出しに含まれるかもしれないが、「簡潔性」と「エレガンス」は異なる方向に引っ張り合うと主張することができる。追加の要素を導入することで理論の定式化を単純化できるかもしれないが、理論の存在論を単純化すると構文的複雑性が増加する可能性がある。
失敗したアイデアのアドホックな修正が「形式的エレガンス」を欠いているとして退けられることもある。この「美的」と呼ばれるものへの訴えは特徴付けることが難しいが、本質的にある種の馴染みやすさに関するものである。しかし、「エレガンス」に基づく議論は論争の的であり、馴染みやすさへの過度の依存は停滞を生む。

#### 不変性
不変性の原則は、少なくとも20世紀初頭から、特に物理学において科学的著作のテーマとなってきた。ここでの基本的な考えは、視点に依存しない良い構造を探すということであり、この考えはもちろん例えばミルの方法の差異法と一致法でも以前から特徴的であった—これらの方法は対照と不変性の文脈で参照されることになる。しかし、一般的にそうであるように、何かが基本的な考慮事項であることと、何かに重みが与えられることの間には違いがある。不変性の原則は、アインシュタインの相対性理論の後でのみ重みを与えられるようになった。この理論はすべてを関係に還元し、それによって基本的に変更不可能で、変化させることができなかった。デイヴィッド・ドイッチュが2009年に述べたように：「変更が困難な説明の探求がすべての進歩の起源である」。
ここでの例として、アインシュタインの思考実験の一つを見ることができる。空虚な空間に吊るされた実験室の実験は、有用な不変な観察の例である。彼は重力の不在と実験室内で自由に浮遊する実験者を想像した。—今、ある存在が実験室を一様に加速して上方に引っ張ると、実験者はその結果生じる力を重力として知覚するだろう。しかし、その存在は実験室を連続的に加速するために必要な仕事を感じるだろう。この実験を通じて、アインシュタインは重力質量と慣性質量を等価とすることができた。これはニュートンの法則では説明されていないことであり、「一般化された相対性の要請に対する初期の、しかし強力な議論」であった。
現実を示唆する特徴とは、常にアスペクトや投影とは独立した構造の不変性である。—マックス・ボルン, 'Physical Reality' (1953), 149 — as quoted by Weinert (2004)
物理学における不変性の議論は、しばしばより具体的な対称性の文脈で行われる。上記のアインシュタインの例は、ミルの用語では2つの値の間の一致となる。不変性の文脈では、それはある種の変換または視点の変化を通じて変化しない変数である。そして対称性に焦点を当てた議論は、2つの視点を関連する側面を共有し、したがって対称的なシステムとして見る。
ここでの関連する原則は反証可能性と検証可能性である。「変更が困難」なものの反対は、反証に抵抗する理論である—これはヴォルフガング・パウリによって「間違っているとさえ言えない」として色彩豊かに表現された不満である。科学理論が反証可能であることの重要性は、カール・ポパーの哲学で特に強調されている。ここでのより広い見方は検証可能性であり、それは前者を含み、追加の実践的考慮を可能にする。

## 哲学と議論
科学哲学は、科学的方法の基礎となる論理、科学と非科学を分けるもの、そして科学に内在する倫理を検討する。科学的方法の基礎を形成する、少なくとも一人の著名な科学者によって哲学から導かれた基本的な仮定がある。それは、現実は客観的で一貫していること、人間は現実を正確に知覚する能力を持っていること、そして現実世界の要素には合理的な説明が存在することである。方法論的自然主義からのこれらの仮定は、科学が基礎を置くことができる基盤を形成する。論理実証主義、経験論、反証主義、その他の理論はこれらの仮定を批判し、科学の論理について代替的な説明を与えたが、それぞれもまた批判されてきた。
科学の方法の現代的哲学的概念化と定義の試みにはいくつかの種類がある。「統一論者」による試みは、有用な（あるいは少なくともすべての科学の文脈で「機能する」）統一された定義の存在を主張する。「多元論者」は、科学の度合いが普遍的な方法の定義が有用であるには分裂しすぎていると主張する。そして、定義を試みること自体がすでにアイデアの自由な流れを妨げると主張する者もいる。
さらに、科学が行われる社会的枠組みと、科学の社会的環境が研究に与える影響についての見方がある。また、デューイの『我々はどのように考えるか』（1910年）とカール・ピアソンの『科学の文法』（1892年）によって一般化された「科学的方法」があり、これは教育においてかなり無批判に使用されている。

### 多元論
科学的多元論は、科学的方法と研究対象の様々な提案された統一を拒否する科学哲学の立場である。科学的多元論者は、以下の一つ以上の方法で科学が統一されていないと主張する：その研究対象の形而上学、科学的知識の認識論、または使用されるべき研究方法とモデル。一部の多元論者は、科学の性質上、多元論が必要であると信じている。他の人々は、科学分野はすでに実践において多様であるため、特定の統一が経験的に証明されるまで、この多様性が間違っていると信じる理由はないと言う。最後に、一部の人々は、理論的に統一が可能であったとしても、規範的な理由で多元論が許容されるべきだと主張する。

### 統一論
科学における統一論は、論理実証主義の中心的な信条であった。異なる論理実証主義者たちはこの教義をいくつかの異なる方法で解釈した。例えば、特殊科学によって研究される対象が、通常は物理学と考えられる共通の、おそらくより基本的な科学領域の対象に還元されるという還元主義的な命題として。あるいは、すべての理論と様々な科学の結果が共通の言語または「普遍的な俗語」で表現できる、あるいは表現されるべきだという命題として。あるいは、すべての特殊科学が共通の科学的方法を共有するという命題として。
この考えの発展は、世界を見る多くの新しい方法を開いた技術の加速的な進歩によって妨げられてきた。
科学的成功の基準が時代とともに変化するという事実は、科学哲学を難しくするだけでなく、一般の人々の科学理解にも問題を引き起こす。 私たちは固定した科学的手法を持っているわけではない。—スティーブン・ワインバーグ, 1995

### 認識論的アナーキズム
ポール・ファイヤアーベントは科学の歴史を検討し、科学が真に方法論的なプロセスであることを否定するに至った。彼の著書『方法への挑戦』で、科学者たちによって使用されるすべてのアプローチと方法を含むほど広い科学的方法の記述は不可能であり、科学の進歩を支配する有用で例外のない方法論的規則は存在しないと主張した。本質的に、彼は科学の特定の方法や規範に対して、それを破ることが科学の進歩に貢献した歴史的なエピソードを見つけることができると述べた。彼は冗談めかして、科学的方法の信奉者が単一の普遍的に有効な規則を表現したいのならば、それは「何でもあり」であるべきだと提案した。しかし、彼以前にも主張されてきたように、これは非経済的である。問題解決者と研究者は、探究の過程で自分たちのリソースを慎重に扱うべきである。
形式化された方法に対するより一般的な反論は、方法の概念に関する科学者へのインタビューを含む研究を通じて見出された。この研究は、科学者が利用可能な証拠が彼らの仮説を支持するかどうかを判断することに頻繁に困難を感じることを示した。これは、包括的な方法論的概念と研究の実施を導く正確な戦略との間に単純な対応関係が存在しないことを明らかにしている。

### 教育
科学教育において、一般的で普遍的な科学的方法の考えは顕著な影響力を持ち、（米国での）多くの研究は、この方法の枠組みが学生と教師の両方の科学概念の一部を形成していることを示している。伝統的教育のこの慣習は科学者たちによって批判されており、教育の順序的要素と科学的方法の統一的な見方は科学者が実際にどのように働くかを反映していないという合意がある。米国科学振興協会（AAAS）のような主要な科学者組織は、科学を教養学芸の学習伝統の一部とみなし、科学の適切な理解には科学を孤立させるのではなく、哲学と歴史の理解が含まれると考えている。
20世紀初頭以来、科学が知識を生み出す方法は「その」科学的方法（単数）の文脈で教えられてきた。米国を含むがそれに限らない様々な教育システムは、科学の方法をプロセスまたは手順として、明確な一連のステップとして構造化して教えてきた：観察、仮説、予測、実験。
科学的方法のこのバージョンは、初等・中等教育や生物医学分野において長年の確立された標準となってきた。長年、これは一部の科学的探究がどのように構造化されているかについての不正確な理想化であると考えられてきた。
科学の教えられている提示は、以下のような欠点を擁護しなければならなかった：
- 科学の社会的文脈を考慮していない
- 知識を導出する単一の方法論を示唆する
- 実験を過度に強調する
- 科学を過度に単純化し、科学的プロセスに従えば自動的に知識が得られるという印象を与える
- 決定論的な錯覚を与える。質問は必然的に何らかの答えにつながり、答えは（特定の）質問に先行される
- そして、科学理論は観察された現象からのみ生じると主張する[180]。

科学的方法は、1996年のNRCに代わって2013年に導入された米国教育基準（NGSS）では特徴付けられなくなった。これらもまた国際的な科学教育に影響を与え、測定される基準は単一の仮説検証法からより広い科学的方法の概念へと移行してきた。認識論ではなく科学的実践に根ざしたこれらの科学的方法は、科学工学の実践、分野横断的概念（学際的なアイデア）、および分野の中核的アイデアという3つの「次元」として記述される。
科学的方法は、単純化され普遍的な説明の結果として、一種の神話的な地位に達したとしばしば考えられている。コミュニケーションのための道具、あるいは良くても理想化として。教育のアプローチはジョン・デューイの『我々はどのように考えるか（1910）』によって大きな影響を受けた。ファン・デル・プルーグ（2016）は、デューイの教育に関する見解が長年「健全な教育」から切り離された市民教育の考えを推進するために使用されてきたことを指摘し、そのような議論におけるデューイへの言及は（デューイの）不当な解釈であると主張した。

### 知識の社会学
知識の社会学は、科学の基礎となる方法が社会学的であると主張する科学的方法に関する議論の概念である。キングは、社会学がここで、内部論理を通じて科学を支配する観念のシステムと、それらの観念が生じる社会システムを区別していると説明する。

#### 思考集合体
主張されているものへのおそらく分かりやすい導入は、フレックの思想であり、これはクーンの通常科学の概念に反響している。フレックによれば、科学者の仕事は合理的に再構成することができない思考スタイルに基づいている。それは学習の経験を通じて植え付けられ、その後科学は彼が思考集合体と呼んだ共有された仮定の伝統に基づいて発展する。フレックはまた、この現象がグループのメンバーには大部分が見えないと主張する。
同様に、ラトゥールとウールガーによる学術的科学研究室でのフィールドリサーチに続いて、カリン・クノール＝セティナは2つの科学分野（すなわち高エネルギー物理学と分子生物学）の比較研究を行い、両科学コミュニティ内の認識論的実践と推論が、いわゆる「科学的方法」が独特で統一的な概念であるという考えと矛盾して、「認識論的文化」の概念を導入するのに十分なほど異なっていると結論付けた

#### 状況的認知と相対主義
フレックの「思考集合体」という考えに基づいて、社会学者は状況的認知の概念を構築した：研究者の視点が根本的に彼らの仕事に影響を与えるということ。そして、さらに急進的な見方も。
ノーウッド・ラッセル・ハンソンは、トーマス・クーンとポール・ファイヤアーベントとともに、科学における観察の理論負荷性を広範に探究した。ハンソンは1958年にこの概念を導入し、観察が観察者の概念的枠組みの影響を受けることを強調した。彼はゲシュタルトの概念を用いて、先入観が観察と記述の両方にどのように影響を与えるかを示し、ゴルジ体が染色技術の人工物として当初拒否されたことや、同じ日の出に対するティコ・ブラーエとヨハネス・ケプラーの異なる解釈などの例でこれを説明した。間主観性は異なる結論につながった。
クーンとファイヤアーベントはハンソンの先駆的な仕事を認めたが、ファイヤアーベントの方法論的多元主義に関する見解はより急進的であった。クーンやファイヤアーベントからのそのような批判は、ストロング・プログラムの発展につながる議論を促した。これは科学的理論の真理性や妥当性に頼ることなく科学的知識を説明しようとする社会学的アプローチである。それは、権力、イデオロギー、利害関係などの社会的要因が科学的信念をどのように形作るかを検討する。
科学に対するポストモダンの批判自体が激しい論争の対象となってきた。科学戦争として知られるこの継続的な議論は、ポストモダンと実在論の視点の間の価値観と仮定の対立の結果である。ポストモダニストは、科学的知識は単なる言説であり、根本的な真理への主張を欠いていると主張する。対照的に、科学コミュニティ内の実在論者は、科学は現実についての真の根本的な真理を明らかにすると主張する。多くの本が科学者によって書かれ、この問題に取り組み、ポストモダニストの主張に異議を唱え、真理を導き出す正当な方法として科学を擁護している。

## 方法の限界

### 発見における偶然の役割

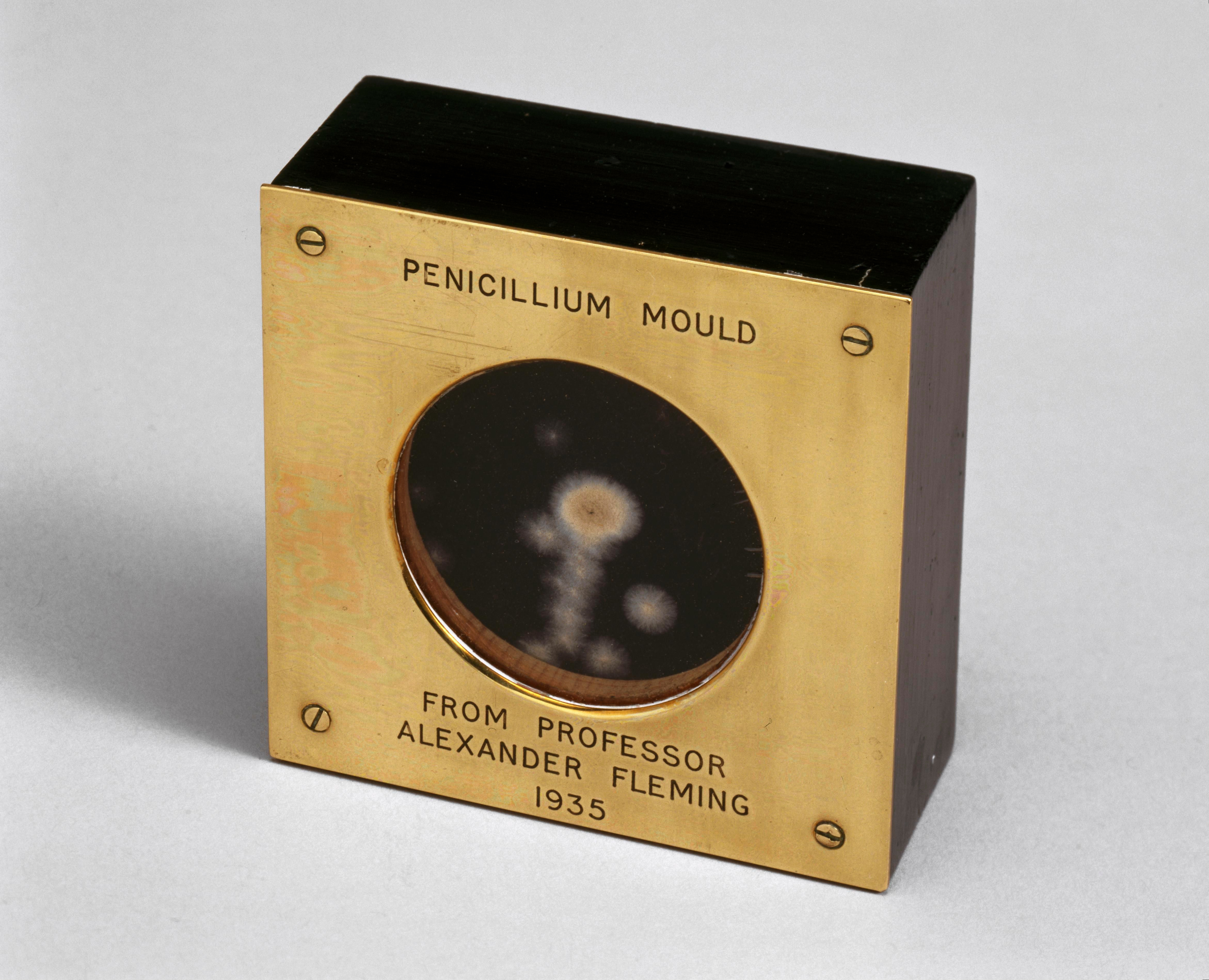
偶然に発見された有名な例は、アレクサンダー・フレミングによるペニシリンの発見である。彼の細菌培養の一つがカビに汚染され、その周囲で細菌が死滅していた。したがって、発見の方法は単に何を注意すべきかを知っていることだった

すべての科学的発見の33%から50%が、探し求められたというよりも「偶然に出くわした」と推定されている。これは科学者がなぜしばしば運が良かったと表現するのかを説明するかもしれない。19世紀と20世紀の科学者自身が、発見における幸運なチャンスやセレンディピティの役割を認めていた。ルイ・パスツールは「幸運は準備された心を好む」という有名な言葉で知られているが、一部の心理学者は科学的文脈で「運に対して準備ができている」とはどういう意味かを研究し始めている。研究は、科学者がチャンスと予期せぬものを活用する傾向のある様々なヒューリスティックを教えられていることを示している。これはナシム・ニコラス・タレブが「反脆弱性」と呼ぶものである。調査のいくつかのシステムが人為的誤り、人間のバイアス、ランダム性に直面して脆弱である一方で、科学的方法はただ抵抗力があるとか強靭であるというだけでなく、実際に多くの点でそのようなランダム性から利益を得る（それは反脆弱である）。タレブは、システムが反脆弱であればあるほど、現実の世界でより繁栄すると信じている。
心理学者のケビン・ダンバーは、発見のプロセスはしばしば研究者が実験でバグを見つけることから始まると言う。これらの予期せぬ結果は、研究者に彼らの方法に誤りがあると思われるものを修正しようとさせる。最終的に、研究者はその誤りが偶然とするには執拗で体系的すぎると判断する。したがって、科学的方法の高度に制御された、慎重で好奇心旺盛な側面が、そのような執拗な体系的誤りを特定するのに適している。この時点で、研究者は誤りの理論的説明を考え始め、しばしば異なる専門分野の同僚の助けを求める。

### 統計との関係
科学的方法が統計を主要な武器の一つとして採用する場合、科学的方法の出力の信頼性に有害な影響を与える可能性のある数学的および実践的な問題がある。これは、メタサイエンスの分野で基礎的とされる2005年の有名な科学論文「公表された研究結果の大半が誤りである理由」でジョン・ヨアニディスによって記述されている。メタサイエンスにおける多くの研究は、統計の誤用を特定し、その使用を改善することを目指している。例えば、p値の誤用などである。
提起された特定の点は、統計的なもの（「科学分野で実施される研究が小規模であるほど、研究結果が真である可能性は低くなる」および「科学分野でのデザイン、定義、結果、分析モードの柔軟性が大きいほど、研究結果が真である可能性は低くなる」）と経済的なもの（「科学分野における金銭的およびその他の利害関係と偏見が大きいほど、研究結果が真である可能性は低くなる」および「科学分野が（より多くの科学チームが関与して）ホットであるほど、研究結果が真である可能性は低くなる」）である。したがって：「ほとんどの研究デザインとほとんどの分野において、ほとんどの研究結果は偽である」そして「示された通り、現代の生物医学研究の大部分は、真の発見の事前および事後確率が非常に低い領域で運営されている」。しかし：「それにもかかわらず、ほとんどの新しい発見は、事前研究確率が低いまたは非常に低い仮説生成研究から生まれ続けるだろう」。これは、「新しい」発見は、その研究が開始された時点で成功の確率（チャンス）が低いまたは非常に低かった研究から生まれるということを意味する。したがって、科学的方法が知識の最前線を拡大するために使用される場合、主流から外れた領域への研究が最新の発見をもたらすだろう。
また、モデルの限界と実用性について、科学においてモデルは現実の単純化であるゆえに不完全であるが、それでもなお有用な場合があるという認識は重要であるとするジョージ・E・P・ボックスの格言「すべてのモデルは間違っている、だが中には役に立つものもある」（All models are wrong, but some are useful）は、その代表的表現である。

### 複雑系の科学
複雑系に適用される科学は、超学際性、システム理論、制御理論、そして科学的モデリングなどの要素を含むことがある。
一般に、科学的方法は、多様で相互に接続されたシステムと大規模なデータセットに厳密に適用することが困難である可能性がある。特に、ビッグデータ内で使用される予測分析などの実践は、科学的方法と相反すると考えられる可能性がある。なぜなら、データの一部は、説明の代替仮説において重要である可能性のあるパラメータが除去されている可能性があるためである。したがって、除去されたデータは予測分析の適用において帰無仮説を支持するだけとなる。Fleck (1979), pp. 38–50は「科学的発見は、それを条件付ける社会的実践の考慮なしには不完全なままである」と述べている。

## 数学との関係
科学は、提案されたモデルを観察可能なものと比較し、評価するプロセスである。モデルはシミュレーション、数学的または化学的公式、または提案された手順の集合である。科学は、両分野の研究者が発見の各段階で何が既知で何が未知かを区別しようとする点で数学に似ている。科学と数学の両方におけるモデルは、内部的に一貫している必要があり、また反証可能（反証が可能）であるべきである。数学では、ある陳述はまだ証明される必要はない。そのような段階では、その陳述は予想と呼ばれる。
数学的作業と科学的作業は互いに刺激し合うことがある。例えば、時間の技術的概念は科学から生まれ、時間のなさは数学的トピックの特徴であった。しかし今日、ポアンカレ予想は、対象が流れることができる数学的概念としての時間を使用して証明されている（リッチフローを参照）。
それにもかかわらず、数学と現実（およびそれが現実を記述する限りにおいて科学）との関係は不明瞭なままである。ユージン・ウィグナーの論文「自然科学における数学の不合理な有効性」は、ノーベル賞受賞物理学者によるこの問題についての非常によく知られた説明である。実際、一部の観察者（グレゴリー・チャイティンのような著名な数学者や、レイコフとヌニェスのような他の人々を含む）は、数学は科学のポストモダン的見方と同様に、実践者のバイアスと人間の限界（文化的なものを含む）の結果であると示唆している。
ジョージ・ポリアの問題解決、数学的証明の構築、およびヒューリスティックに関する研究は、数学的方法と科学的方法が詳細では異なるものの、反復的または再帰的なステップを使用する点で互いに類似していることを示している。
|   | 数学的方法    | 科学的方法                 |
| 1 | 理解          | 経験と観察からの特性の解明 |
| 2 | 分析          | 仮説：提案された説明       |
| 3 | 総合          | 演繹：仮説からの予測       |
| 4 | レビュー/拡張 | 検証と実験                 |

ポリアの見方では、理解は、なじみのない定義を自分の言葉で述べ直し、幾何学的図形に頼り、我々が既に知っていることと知らないことを問うことを含む。分析は、ポリアがパップスから取り入れたもので、もっともらしい議論の自由でヒューリスティックな構築、目標からの後向きの作業、証明を構築するための計画の考案を含む。総合は、証明の段階的な詳細の厳密なユークリッド的説明である。レビューは、結果とそこに至る道筋を再考し、再検討することを含む。
ポリアの研究を基に、イムレ・ラカトシュは、数学者は実際に矛盾、批判、そして改訂を彼らの研究を改善するための原則として使用していると主張した。科学と同様に、真理は求められるが確実性は見出されないように、『証明と反駁』においてラカトシュが確立しようとしたのは、非形式的数学のいかなる定理も最終的でも完全でもないということであった。これは、非公理的数学においては、定理が究極的に真であると考えるべきではなく、ただ反例がまだ見つかっていないと考えるべきだということを意味する。一度反例、すなわち定理と矛盾する/定理で説明されない実体が見つかると、我々は定理を調整し、その有効性の領域を可能な限り拡張する。これは、証明と反駁の論理とプロセスを通じて、我々の知識が蓄積される継続的な方法である（しかし、数学の分野に公理が与えられると、これは論理的システムを作る—ヴィトゲンシュタイン1921年『論理哲学論考』5.13；ラカトシュはそのようなシステムからの証明はトートロジー的、すなわち内部的に論理的に真であると主張した。形式の書き換えによって、ポアンカレが示したように、トートロジー的に真な形式（すなわちオイラー標数）をホモロジー、あるいはより抽象的にはホモロジー代数の形式に変換する技法を示した)。
ラカトシュは、ポリアのヒューリスティックの考えに基づいて数学的知識の説明を提案した。『証明と反駁』において、ラカトシュは予想に対する証明と反例を見つけるためのいくつかの基本的な規則を示した。彼は数学的な「思考実験」が数学的予想と証明を発見する有効な方法であると考えた。
ガウスは、彼の定理をどのようにして思いついたかと尋ねられたとき、「durch planmässiges Tattonieren」（体系的な触知的実験を通じて）と答えた。